# Полновское сельское поселение
Полновское сельское поселение — муниципальное образование в Демянском муниципальном районе Новгородской области России.
Административный центр — село Полново.

## География
Территория сельского поселения расположена на юго-востоке Новгородской области на Валдайской возвышенности в южной части Валдайского национального парка, к юго-востоку от Демянска у административной границы с Тверской областью. Территория муниципального образования выходит к северному и западному берегам Полновского плёса озера Селигер.

## История
Полновское сельское поселение было образовано в соответствии с законом Новгородской области от 11 ноября 2005 года № 559-ОЗ. С апреля 2010 года в Полновское сельское поселение из упразднённого Дубровского сельского поселения вошли 17 населённых пунктов (деревень).

## Население
| 2010 | 2012 | 2013 | 2014 | 2015 | 2016 | 2017 |
| ---- | ---- | ---- | ---- | ---- | ---- | ---- |
| 776  | ↗786 | ↘776 | ↘750 | ↘702 | ↘695 | ↘662 |
| 2021 |      |      |      |      |      |      |
| ↘421 |      |      |      |      |      |      |

## Состав сельского поселения
| №  | Населённый пункт | Тип населённого пункта       | Население |
| -- | ---------------- | ---------------------------- | --------- |
| 1  | Арханское        | деревня                      | 0         |
| 2  | Балуево          | деревня                      | 4         |
| 3  | Высокая Гора     | деревня                      | 6         |
| 4  | Гославль         | деревня                      | 6         |
| 5  | Девятовщина      | деревня                      | 10        |
| 6  | Долматиха        | деревня                      | 6         |
| 7  | Дуброви          | деревня                      | 101       |
| 8  | Екимково         | деревня                      | 7         |
| 9  | Елисеево         | деревня                      | 0         |
| 10 | Ельник           | деревня                      | 5         |
| 11 | Запрометно       | деревня                      | 7         |
| 12 | Зимницы          | деревня                      | 5         |
| 13 | Зыковщина        | деревня                      | 18        |
| 14 | Климово          | деревня                      | 6         |
| 15 | Ковряки          | деревня                      | 0         |
| 16 | Козино           | деревня                      | 5         |
| 17 | Колышкино        | деревня                      | 2         |
| 18 | Красота          | деревня                      | 14        |
| 19 | Кривая Клетка    | деревня                      | 9         |
| 20 | Крутуша          | деревня                      | 11        |
| 21 | Кувшины          | деревня                      | 0         |
| 22 | Лаврово          | деревня                      | 78        |
| 23 | Лыково           | деревня                      | 8         |
| 24 | Новосёл          | деревня                      | 2         |
| 25 | Новый Скребель   | деревня                      | 75        |
| 26 | Овинчище         | деревня                      | 7         |
| 27 | Ореховно         | деревня                      | 5         |
| 28 | Осиновка         | деревня                      | 10        |
| 29 | Осотно           | деревня                      | 2         |
| 30 | Остров           | деревня                      | 5         |
| 31 | Перерва          | деревня                      | 2         |
| 32 | Подгорная        | деревня                      | 13        |
| 33 | Покров           | деревня                      | 1         |
| 34 | Полново          | село, административный центр | 296       |
| 35 | Полонец          | деревня                      | 5         |
| 36 | Приозерная       | деревня                      | 24        |
| 37 | Пустошка         | деревня                      | 4         |
| 38 | Рабежа           | деревня                      | 0         |
| 39 | Скит             | деревня                      | 2         |
| 40 | Старый Скребель  | деревня                      | 0         |
| 41 | Трунёво          | деревня                      | 11        |
| 42 | Филипповщина     | деревня                      | 2         |
| 43 | Шанёво-1         | деревня                      | 0         |
| 44 | Шанёво-2         | деревня                      | 0         |
| 45 | Шарапиха         | деревня                      | 2         |

## Известные уроженцы
- Фёдоров, Михаил Иванович (1903—1982) —  советский военачальник, контр-адмирал. Родился в селе Полново.